# Партия национальной независимости Азербайджана
Партия национальной независимости Азербайджана (ПННА) (азерб. Azərbaycan Milli İstiqlal Partiyası (AMIP)) — оппозиционная правоцентристская политическая партия Азербайджана. На парламентских выборах 2000 года партия получила 3,9% голосов и 2 из 125 мест в парламенте.

## История
Партия национальной независимости Азербайджана была основана  и официально зарегистрирована Министерством юстиции в июле 1992 года. На президентских выборах 1992 года лидер партии — Этибар Мамедов снял свою кандидатуру.
На парламентских выборах 1995 года партия получила три мандата в Милли Меджлис, превысив 8-процентный барьер.
На президентских выборах 2003 года от партии свою кандидатуру выдвинул её лидер — Этибар Мамедов. По результатам выборов он набрал 2.92% голосов. Однако Мамедов, как и лидеры других оппозиционных партий, ещё до объявления первых предварительных итогов, заявил о непризнании будущих результатов выборов и призвал сторонников выйти на улицы «для защиты собственных интересов».
В начале 2011 года партия совместно с другими оппозиционными объединениями предприняла попытку объединения, создав «Общественную палату», которая позиционировалась как теневой парламент. Начиная с 12 марта «Общественная палата», несколько раз предпринимала попытки провести несанкционированные акции протеста в центре Баку, которые пресекались полицией.